# Karolina Noińska

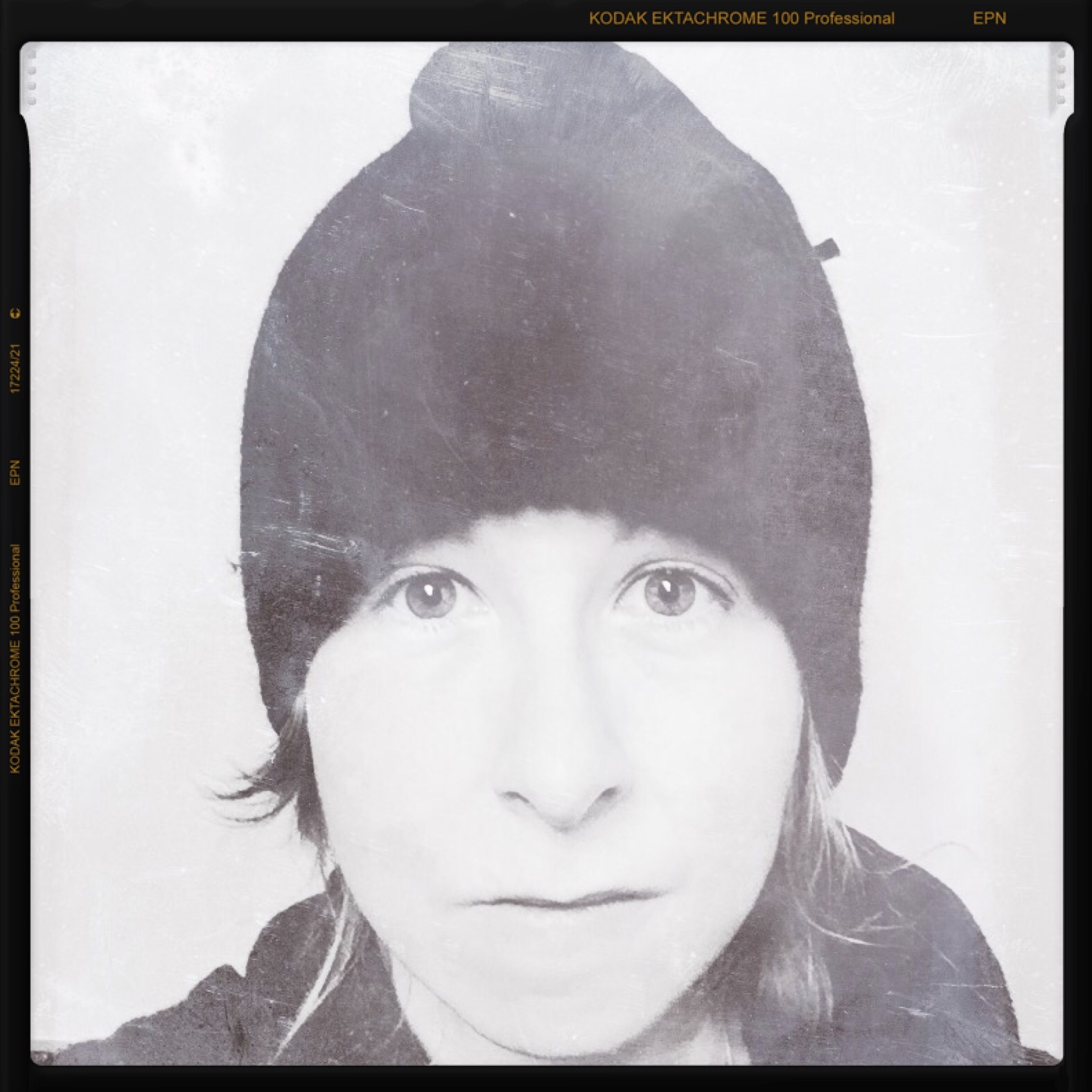
Karolina Noińska, Francja, początek XXI w.

Karolina Noińska, ps. Karolina fender Noińska (ur. 1981 w Warszawie) – polska reżyserka, projektantka scenografii (wideo-art), autorka krótkich form filmowych, wystaw multimedialnych, instalacji video, animacji i kolaży wideo.

## Wykształcenie
Studiowała w L’Académie Internationale du Cinéma w Paryżu oraz w The School of Drama, Film and Music Trinity College University of Dublin. 

## Działalność artystyczna
Od roku 2007 współpracuje z polskimi i zagranicznymi teatrami. Współtworzyła spektakle m.in. w Odéon–Théâtre de l’Europe w Paryżu, w The Olympia Theatre w Dublinie, The Samuel Beckett Theatre w Dublinie, Gran Teatre del Liceu w Barcelonie, w Teatrze Polonia, Och-Teatrze, Teatrze Nowym w Warszawie, Teatrze Syrena, Teatrze Powszechnym im. Jana Kochanowskiego w Radomiu, Teatrze WARSawy, Teatrze Wielkim im. Stanisława Moniuszki w Poznaniu, Teatrze Druga Strefa, Teatrze Wielkim – Operze Narodowej w Warszawie, Teatrze Polskim im. Arnolda Szyfmana w Warszawie, Teatrem Kamienica.
Prace Noińskiej powstają także we współpracy z instytucjami kultury i nauki. Z jej sztuki korzystały m.in. Muzeum Getta Warszawskiego, Muzeum Marii Skłodowskiej-Curie w Warszawie, Dom Spotkań z Historią.
Jej aranżacje multimedialne są częścią recitali i spektakli muzycznych, m.in.: Leny Piękniewskiej, Krzysztofa Książka.
Film krótkometrażowy Doves of peace for Ukraine [Gołębie pokoju dla Ukrainy] w reżyserii Noińskiej znalazł się w finale ORION International Film Festival w kategoriach: Best Human Rights Film oraz Best Experimental Film.
Noińska jest autorką kilku indywidualnych wystaw multimedialnych. Jest także założycielką kolektywu artystycznego JAJKOFILM.       

## Działalność społeczna
Współpracuje z licznymi instytucjami społecznymi. Jako artystka wspierała Fundację Joanny Radziwiłł Opiekuńcze Skrzydła, Polski Związek Niewidomych, Fundację Dajemy Dzieciom Siłę (dawniej pod nazwą Fundacja Dzieci Niczyje), Fundację Jolanty Kwaśniewskiej „Porozumienie bez barier”, Fundację Viva! Akcja Dla Zwierząt, Fundację Przemek Dzieciom, Centrum Praw Kobiet, Fundację Pomocy Ofiarom Przestępstw.

## Wybrane prace i realizacje
- Otello, reż. David Pountney, Teatr Wielki im. Stanisława Moniuszki w Poznaniu, 2023 (visual art)[36][37][38][39];
- Pamięć i przyszłość, Teatr Wielki – Opera Narodowa, 2023 (visual art)[40];
- Mosty Władysława Bartoszewskiego, animacja, Dom Spotkań z Historią, 2023 (wideo-art)[41][42];
- Radium Queen. Pierwsza amerykańska podróż Madame Curie do Ameryki, 1921, wystawa czasowa w Muzeum Marii Skłodowskiej-Curie w Warszawie, 2022 (wideo-art)[43];
- Doves of peace for Ukraine, film krótkometrażowy (reżyseria) – finał ORION International Film Festival w dwu kategoriach: Best Human Rights Film oraz Best Experimental Film;
- Miasto za murem, Muzeum Getta Warszawskiego, 2021-2022 (wideo-art)[44][45];
- Geometria Propagandy, reż. S. Biraga, Teatr 2. Strefa, 2021 (wideo-art)[46];
- Don Juan, reż. Robert Bondara, Teatr Wielki im. Stanisława Moniuszki w Poznaniu, 2020 (visual art)[47];
- BER. A Ballet Triple Bill, choreografia Robert Bondara, Alexander Ekman, Martynas Rimeikis, 2020 (wideo intro)[48];
- Śmierć i dziewczyna. Stare Miasto’44 In Memoriam, spektakl TV, 2019, reż. Bartosz Bandura (visual art)[49];
- Opiekuńcze Skrzydła, film krótkometrażowy, reż. Karolina fender Noińska, 2019[50];
- Ucieczka z kina polskość, spektakl trupy Pożar w Burdelu, 2019 (visual art)[51];
- Mój pierwszy raz, reż. Krystyna Janda, Teatr Polonia, 2018 (visual art)[52]
- Dwa milionów kroków, reż. Przemysław Jaszczak, Och-Teatr, 2018 (visual art)[53];
- Niewarszawa, reż. M. Walczak, Teatr WARSawy, 2018 (scenografia)[54];
- Legenda Bałtyku, reż. Robert Bondara, Teatr Wielki im. Stanisława Moniuszki w Poznaniu, 2017 (visual art)[55][56][57] – nagroda w kategorii „Najlepszy spektakl” w XII edycji konkursu Teatralne Nagrody Muzyczne im. Jana Kiepury[58];
- Pardon, autorska wystawa fotograficzna, Warszawa 2017[59];
- Jabłko, reż. Tomasz Dutkiewicz, Teatr Powszechny im. Jana Kochanowskiego w Radomiu, 2016 (visual art)[60];
- tête à tête, autorska wystawa fotograficzna, Warszawa 2016[61][62];
- Obłomow, reż. Agnieszka Lipiec-Wróblewska, Teatr Syrena, 2013 (visual art)[63];
- Janusz Korczak – dzieci współcześnie niczyje, pomysłodawczyni i realizatorka ogólnopolskiej kampanii społeczno-artystycznej: Karolina fender Noińska, 2012[64];
- Wielki Talerz, autorska wystawa fotograficzna, Warszawa 2012[65][66];
- Światłem po oczach, flash-mob i visual art, Warszawa 2011[67];
- Trzy świnki i wilk, reż. Jerzy Bielunas, Teatr Kamienica, 2010 (multimedia);
- Pani z Birmy, reż. Anna Smolar, Teatr Polonia, 2009 (visual art)[68];
- Pętla, reż. S. Biraga, Teatr 2. Strefa, 2007 (asystent reżysera)[69].